# Aeroportul Tibu
Aeroportul Tibu (IATA: TIB, ICAO: SKTB) este un aeroport din Norte de Santander⁠(d), Columbia ce deservește zona Tibú⁠(d). Aeroportul a fost tranzitat în 2021 de 5 pasageri.
Situat la o altitudine de 59 m, aeroportul dispune de o singură pistă.